# Herbert Pitman
Herbert John "Bert" Pitman (Sutton Montis, Somerset, Inglaterra, 20 de noviembre de 1877 – Pitcombe, Somerset, Inglaterra, 2 de diciembre de 1961) fue el tercer oficial del RMS Titanic. También fue el único oficial del barco que no pertenecía a la Reserva de la Marina Real Británica.

## Primeros años y carrera
Pitman nació en la pequeña localidad de Sutton Montis cerca de Castle Cary en Somerset, Inglaterra. Hijo del granjero Henry Pitman y de Sarah Marchant Pitman. Luego de la muerte de Henry en 1880, Sarah volvió a casarse, esta vez con un hombre llamado Charles Candy. En 1881, muestra que Pitman vivía en una granja de Sutton Road con su hermano, hermana y su madre, quien estaba viuda.
Pitman fue por primera vez al mar en 1895, a los 18 años ingresando en el transporte marítimo. Recibió gran parte de su formación marítima en el departamento de navegación de Merchant Venturers' Technical College, bajo la dirección de Mr. E.F White y se graduó como Capitán en agosto de 1906. Había hecho cuatro años de aprendizaje con James Nourse Ltd. seguido de 5 años sirviendo como oficial de cubierta en la Blue Anchor Line antes de irse a trabajar a la Shire Line donde sirvió por seis meses. En 1906, se fue a trabajar con la White Star Line. En la White Star, sirvió como cuarto, tercer y segundo oficial en las embarcaciones Dolphin y Majestic y sirvió como cuarto oficial en el Oceanic.

## Titanic
Como los otros oficiales, Pitman recibió un telegrama a comienzos de 1912 informándole de presentarse en las oficinas de la White Star en Liverpool a las nueve de la mañana en punto del 26 de marzo de ese año. Allí, Pitman recogió su pasaje a Belfast. Arribó en esa ciudad el mediodía del día siguiente y se presentó con el (en ese momento) jefe de oficiales William McMaster Murdoch. Luego de que el Titanic zarpara desde Southampton el 10 de abril, Pitman asistió al (ahora) primer oficial Murdoch en la popa del barco, supervisando los desamarres de cuerdas y cables que mantenían al barco al muelle. Una vez el Titanic en el mar, las tareas de Pitman eran variadas, como mirar la brújula, hacer la supervisión general de las cubiertas y reemplazar en tareas a los oficiales del puente de mando cuando era necesario.
Cuando el Titanic chocó con el iceberg, Pitman estaba fuera de servicio y durmiendo a medias en su camarote de la cabina de oficiales. Él oyó y sintió la colisión, para luego testificar que sintió como que el barco estaba chocando contra un ancla. Pitman se estaba vistiendo y buscando su reloj cuando el cuarto oficial Boxhall le informó apresuradamente que habían chocado contra un iceberg y que el barco estaba absorbiendo agua. Pitman fue luego ordenado a ayudar en la preparación de los botes salvavidas en el estribor del barco. Luego de recibir el cargo de encargarse de bajar los botes salvavidas, Murdoch le ordenó a Pitman hacerse cargo del mando del bote salvavidas número 5. Antes de entrar al bote salvavidas, Murdoch estrechó la mano de Pitman y le dijo "Adiós; buena suerte", con la absoluta seriedad que Murdoch podía brindar; por lo que Pitman pensó por primera vez que realmente el Titanic iba a hundirse. Pitman entró en el bote salvavidas, el cual fue bajado al agua. Murdoch le había ordenado a Pitman mantener el bote cerca del barco y tomar pasajeros de las puertas de emergencia que tenía el barco en las partes de abajo. Al encontrarlas cerradas, Pitman, aparentemente por miedo a la succión se alejó rápidamente del barco.
Hasta este punto, Pitman aún seguía creyendo que el barco se mantendría a flote. Sin embargo, luego de estar una hora en el bote salvavidas, se dio cuenta de que el Titanic estaba condenado a hundirse. Pitman vio el hundimiento final a unas 400 yardas (365,8 m) de distancia aproximadamente y fue uno de los que dijo que el barco se había hundido en una sola pieza, contradiciendo a la mayoría que dijo que el barco se partió en dos. Una vez que la popa se perdió bajo el agua, Pitman quería volver inmediatamente para recoger sobrevivientes pero las otras personas en el bote tenían miedo de ser asediados por la gente y que le dieran la vuelta al bote salvavidas, por lo que Pitman desistió inmediatamente de su propósito, una decisión que lo atormentó durante el resto de su vida.
Pitman fue rescatado por el RMS Carpathia junto con los otros supervivientes arribando a Nueva York el 18 de abril. Todavía en Nueva York, Pitman sirvió como testigo en la investigación estadounidense. Se le permitió junto con otros oficiales y pasajeros del Titanic sobrevivientes regresar a Inglaterra en el Adriatic el 2 de mayo. Después de volver a su país, sirvió como testigo del hundimiento en una segunda ocasión, esta vez en la investigación británica del naufragio.

## Años siguientes
Luego del desastre del Titanic, Pitman siguió trabajando para la White Star Line. Sirvió en el Oceanic y en el hermano del Titanic, el RMS Olympic; luego, dejó el cargo de oficial de cubierta para pasar a ser sobrecargo debido a que su vista comenzó a fallar. En los primeros años de la década de 1920, Pitman abandonó la White Star Line para unirse a la Savill and Albion Company Ltd., además de casarse. Durante la Segunda Guerra Mundial sirvió como asistente en el barco SS Mataroa y finalmente se retiró en la primavera de 1946, después de casi sesenta años en el mar. Tras retirarse, se fue a vivir a Pitcombe, Somerset con su sobrina (su esposa murió antes que él). Murió el 7 de diciembre de 1961, a los 84 años de edad.
En abril de 1998 se subastaron varios artículos de Pitman en una subasta organizada por la Sotheby's.